# Baron Tweedmouth
Baronowie Tweedmouth 1. kreacji (parostwo Zjednoczonego Królestwa)
- 1881–1894: Dudley Coutts Marjoribanks, 1. baron Tweedmouth
- 1894–1909: Edward Marjoribanks, 2. baron Tweedmouth
- 1909–1935: Dudley Churchill Marjoribanks, 3. baron Tweedmouth